# Titan(II)-chlorid
Titan(II)-chlorid ist eine chemische Verbindung des Titans aus der Gruppe der Chloride.

## Gewinnung und Darstellung
Gewöhnlich wird Titan(II)-chlorid durch thermale Disproportionierung von Titan(III)-chlorid bei 500 °C gewonnen, wobei durch die bereits einsetzende Zersetzungsreaktion von Titan(II)-chlorid zu Titan(IV)-chlorid und Titan mit dieser Methode kein reines  Produkt erhalten werden kann und dieses stets 2 – 3 %  freies  Titan  enthält.
{\displaystyle \mathrm {2\ TiCl_{3}\longrightarrow TiCl_{2}+TiCl_{4}} }
Titan(II)-chlorid kann auch durch Reaktion von Titan mit Titan(IV)-chlorid gewonnen werden.
{\displaystyle \mathrm {TiCl_{4}+Ti\longrightarrow 2\ TiCl_{2}} }
In sehr reiner und fein verteilter Form kann Titan(II)-chlorid durch Reduktion von Titan(IV)-chlorid mit Wasserstoff in einer elektrodenlosen elektrischen Entladung gewonnen werden.

## Eigenschaften
Titan(II)-chlorid ist ein starkes Reduktionsmittel (reagiert heftig mit Wasser und Sauerstoff) und besitzt eine geschichtete Cadmiumdiiodid-Kristallstruktur, wobei das Titan(II) oktaedrisch zu sechs Chloridliganden positioniert ist. Es bildet mit Derivate bzw. Komplexverbindungen in der TiCl2(R)2 wobei R ein Chelat (z. B. dppe oder TMEDA) oder ein Salz (z. B. Natriumchlorid) sein kann. Es hat eine trigonale Kristallstruktur vom Cadmium(II)-iodid-Typ (Polytyp 2H) mit der Raumgruppe P3m1 (Raumgruppen-Nr. 164) und den Gitterparametern a = 356,1, c = 587,5 pm.

## Verwendung
Titan(II)-chlorid kann zur Herstellung von reinem Titan und als Mediator bei organischen Synthesen verwendet werden.

## Sicherheitshinweise
Titan(II)-chlorid ist selbstentzündlich (hängt u. a. von der Korngröße ab) und bildet bei Kontakt mit Wasser oder feuchter Luft hochentzündliche Gase. Die Reaktion mit Wasser verläuft heftig.